# Elevador do Bom Jesus
De Elevador do Bom Jesus (Kabeltrein van Bom Jesus) uit 1882 is een waterballastbaan gelegen aan het heiligdom Bom Jesus do Monte in het district Braga in Portugal. Het is een kabeltrein bestaande uit twee wagens met ieder 30 zitplaatsen.
De trein overbrugt het traject met een lengte van 274 meter en een hoogteverschil van 116 meter naar de Bom Jesus kerk in minder dan 4 minuten.